# Erik Axel Karlfeldt
Erik Axel Karlfeldt (Folkärna, 20. srpnja 1864. – Stockholm, 8. travnja 1931.), švedski književnik.
Dobitnik je Nobelove nagradu za književnost 1931. godine.